# Liga Fertiberia Fútbol Indoor 2012
La Liga Fertiberia 2012 fue la V edición de la Liga de España de Fútbol Indoor. Fue regida por las normas del Campeonato Nacional así como por lo dispuesto en el Reglamento de Fútbol Indoor a fecha 2 de febrero de 2005 según la Asociación de Fútbol Indoor.
La competición se dividió en 19 jornadas, jugándose todos los partidos en viernes por la tarde o sábado por la mañana, a dos partidos cada jornada durante la temporada regular y dos partidos en Playoffs, siendo la final a partido único.
El club vencedor fue el Real Madrid Club de Fútbol Indoor, quien obtuvo el trofeo en propiedad y se proclamó por primera vez campeón de Liga.,

## Equipos
| - Real Sporting de Gijón - FC Barcelona - Deportivo de la Coruña - Atlético de Madrid - Sevilla FC - RCD Espanyol | - Real Madrid CF - Valencia CF - RC Celta de Vigo - Málaga CF - FC Porto - América de México |

## Clasificación

### Grupo 1
| Pos. | Equipo                 | PJ | PG | PE | PP | GF | GC | Dif | Puntos |
| ---- | ---------------------- | -- | -- | -- | -- | -- | -- | --- | ------ |
| 1    | Real Sporting de Gijón | 5  | 4  | 0  | 1  | 44 | 29 | 15  | 12     |
| 2    | Deportivo de la Coruña | 5  | 4  | 0  | 1  | 48 | 40 | 8   | 12     |
| 3    | Celta                  | 5  | 3  | 0  | 2  | 34 | 28 | 6   | 9      |
| 4    | FC Porto               | 4  | 2  | 0  | 2  | 37 | 37 | 0   | 6      |
| 5    | Sevilla FC             | 5  | 1  | 0  | 4  | 29 | 42 | -13 | 3      |
| 6    | Málaga CF              | 4  | 0  | 0  | 4  | 17 | 33 | -16 | 0      |

### Grupo 2
| Pos. | Equipo             | PJ | PG | PE | PP | GF | GC | Dif | Puntos |
| ---- | ------------------ | -- | -- | -- | -- | -- | -- | --- | ------ |
| 1    | Atlético de Madrid | 4  | 4  | 0  | 0  | 38 | 27 | 11  | 12     |
| 2    | FC Barcelona       | 4  | 2  | 1  | 1  | 44 | 41 | 3   | 7      |
| 3    | Real Madrid CF     | 4  | 2  | 0  | 2  | 31 | 30 | 1   | 6      |
| 4    | Valencia CF        | 4  | 1  | 0  | 3  | 34 | 38 | -4  | 3      |
| 5    | R.C.D. Espanyol    | 4  | 0  | 1  | 3  | 27 | 38 | -11 | 1      |
| 6    | América de México  | 0  | 0  | 0  | 0  | 0  | 0  | 0   | 0      |

     Equipos clasificados provisionalmente para la Copa de España de 2012 y para las eliminatorias por el título.

     Equipos clasificados únicamente para las eliminatorias por el título.

     Equipos clasificados provisionalmente para la Copa de España de 2012.

## Eliminatorias
|  | Cuartos de final                | Cuartos de final                |                |                    | Semifinales        | Semifinales        |  |                | Final              | Final              |  |
|  | 27 de abril y 4 de mayo de 2012 | 27 de abril y 4 de mayo de 2012 |                |                    | 11 de mayo de 2012 | 11 de mayo de 2012 |  |                | 18 de mayo de 2012 | 18 de mayo de 2012 |  |
|  |                                 |                                 |                |                    |                    |                    |  |                |                    |                    |  |
|  |                                 |                                 |                |                    |                    |                    |  |                |                    |                    |  |
|  | Celta de Vigo                   | 6                               |                |                    |                    |                    |  |                |                    |                    |  |
|  | Celta de Vigo                   | 6                               |                |                    |                    |                    |  |                |                    |                    |  |
|  | Deportivo de la Coruña          | 4                               |                |                    |                    |                    |  |                |                    |                    |  |
|  | Deportivo de la Coruña          | 4                               |                | Celta de Vigo      | 7                  |                    |  |                |                    |                    |  |
|  |                                 |                                 |                | Celta de Vigo      | 7                  |                    |  |                |                    |                    |  |
|  |                                 |                                 | Real Madrid CF | 11                 |                    |                    |  |                |                    |                    |  |
|  | Real Madrid CF                  | 18                              | Real Madrid CF | 11                 |                    |                    |  |                |                    |                    |  |
|  | Real Madrid CF                  | 18                              |                |                    |                    |                    |  |                |                    |                    |  |
|  | Valencia CF                     | 13                              |                |                    |                    |                    |  |                |                    |                    |  |
|  | Valencia CF                     | 13                              |                |                    |                    |                    |  | Real Madrid CF | 7                  |                    |  |
|  |                                 |                                 |                |                    |                    |                    |  | Real Madrid CF | 7                  |                    |  |
|  |                                 |                                 | FC Barcelona   | 1                  |                    |                    |  |                |                    |                    |  |
|  | Atlético de Madrid              | 14                              | FC Barcelona   | 1                  |                    |                    |  |                |                    |                    |  |
|  | Atlético de Madrid              | 14                              |                |                    |                    |                    |  |                |                    |                    |  |
|  | FC Porto                        | 8                               |                |                    |                    |                    |  |                |                    |                    |  |
|  | FC Porto                        | 8                               |                | Atlético de Madrid | 10                 |                    |  |                |                    |                    |  |
|  |                                 |                                 |                | Atlético de Madrid | 10                 |                    |  |                |                    |                    |  |
|  |                                 |                                 | FC Barcelona   | 13                 |                    |                    |  |                |                    |                    |  |
|  | FC Barcelona                    | 14                              | FC Barcelona   | 13                 |                    |                    |  |                |                    |                    |  |
|  | FC Barcelona                    | 14                              |                |                    |                    |                    |  |                |                    |                    |  |
|  | Real Sporting de Gijón          | 8                               |                |                    |                    |                    |  |                |                    |                    |  |
|  | Real Sporting de Gijón          | 8                               |                |                    |                    |                    |  |                |                    |                    |  |
|  |                                 |                                 |                |                    |                    |                    |  |                |                    |                    |  |